# La Regina d'Africa (romanzo)
La Regina d'Africa (The African Queen) è un romanzo del 1935 di C.S. Forester, da cui è stato tratto l'omonimo film di John Huston del 1951.

## Trama

### L'inizio
Nel 1914, allo scoppio della prima guerra mondiale, l'Africa Centrale Tedesca viene mobilitata per far fronte alla minaccia britannica. Tra i residenti stranieri Rose Sawyer, una giovane donna sorella di un missionario appena morto, si trova improvvisamente sola nella missione sul fiume Ulanga abbandonata dai nativi. Raggiunta dalla lancia a vapore Regina d'Africa, convince facilmente il macchinista inglese Allnutt, lasciato solo dalla sua ciurma, a portarla via da lì. Ma il suo proposito è vendicare il fratello, osteggiato e umiliato in vita dalle autorità tedesche. Il percorso del fiume Ulanga sfocia in un lago controllato dalla nave Köningine Luise, e la Regina d'Africa dovrebbe essere la protagonista della sua vendetta.

### Lungo il fiume
Avendo a disposizione delle buone scorte di viveri, ed una quantità di gelignite destinata alla miniera della stessa compagnia proprietaria della lancia, i due iniziano ad imbastire un piano di attacco. Dopo aver raggiunto il delta del fiume, dovranno speronare la Köningine Luise facendo detonare l'esplosivo. Ma per riuscirci occorrono due cose: discendere il fiume superando le rapide ed il presidio tedesco posto a monte di queste, e predisporre l'occorrente per la detonazione.
Per far questo trasformano la Regina in un grosso siluro mettendo la gelignite in alcune taniche e costruendo un detonatore. Ma se Allnutt è il braccio, Rose è la mente e lo sprone che convince il riluttante macchinista a proseguire nell'improbabile piano.
Arrivati al presidio tedesco, il suo comandante non si aspetta che la lancia provi ad affrontare le rapide più a valle e crede di dover ricevere la resa di due persone spossate ed impaurite. Ma quando la lancia passa davanti alla città al massimo della sua velocità, è troppo tardi per qualcosa di più di qualche sparo isolato.

### L'arrivo nel delta
Dopo aver superato le rapide con difficoltà, lo spirito debole di Allnutt si esalta, complice il contagioso ottimismo di Rose, e l'allestimento della barca, sebbene malridotta, prosegue. Prosegue nonostante la distruzione dell'elica e la sua ricostruzione da parte di Allnutt. Prosegue nonostante le miriadi di insetti e i fondali bassissimi, e il continuo arenarsi nonostante i pochi centimetri di pescaggio della lancia. Prosegue nonostante le tempeste e le erbe acquatiche che si avvolgono attorno all'elica e vanno scostate per avanzare lentamente. Infine iniziano da lontano a studiare le abitudini della preda prima dell'attacco.

### La fine
Ma l'ultima tempesta, in vista dell'obiettivo e con la barca pronta, affonda la barca e i due naufraghi vengono ripescati dai tedeschi che, a fronte del loro mutismo, vogliono fucilarli come spie. Sarà il giubbotto di salvataggio indossato da Rose, con il nome della Regina d'Africa stampigliato sopra, a farli riconoscere. Il comandante tedesco decide allora per pura umanità di consegnarlo agli inglesi, a loro volta sospettosi, che li consegnano in due tende separate mentre le due motovedette appena arrivate affrontano e neutralizzano la nave tedesca. Il console britannico informa Allnutt che deve arruolarsi, ed i due decidono di sposarsi. Come conclude il narratore, "se abbiano o meno vissuto felicemente, è difficile a dirsi".

## Differenze col film
A differenza del romanzo, la Köningine Luise si imbatte nel relitto della Regina d'Africa affondata facendo detonare gli esplosivi e affondando a sua volta.

## Edizioni italiane
- Cecil Louis Troughton Smith, La Regina d'Africa, traduzione di P. Merla, collana Oscar narrativa, Arnoldo Mondadori Editore, 1991,  p. 240, ISBN 88-04-34336-2.
- Traduzione di Franca Brea, Fidenza, Mattioli 1885, 2009 ISBN 978-88-6261-055-1